# Jurdani
Jurdani – wieś w Chorwacji, w żupanii primorsko-gorskiej, w gminie Matulji. W 2011 roku liczyła 651 mieszkańców.